# Месятичи
Месятичи (бел. Мясяцічы) — деревня в Пинском районе Брестской области Белоруссии. В составе Боричевичского сельсовета. Население — 43 человека (2019).

## География
Месятичи находятся в 20 км к юго-востоку от центра Пинска. Деревня лежит в низменном заболоченном регионе в междуречье Припяти (протекает в 3 км к северу) и Стыра (в 4 км к югу). Вокруг деревни существует обширная сеть мелиорационных каналов со стоком в обе реки. Через деревню проходит местная дорога Лемешевичи — Вуйвичи, от которой здесь ответвляются дороги в деревни Колбы и Шоломичи.

## История
Поселение впервые упомянуто в 1516 году. В 1524 году королева Бона Сфорца подтвердила права Мартина Литвиновича на Месятичи, с этого времени они стали родовым поместьем рода Литвиновичей.
После второго раздела Речи Посполитой (1793) в составе Российской империи, деревня входила в состав Пинского уезда. В 1794 году здесь была построена деревянная церковь св. Параскевы Пятницы, сохранившаяся до наших дней.
Согласно Рижскому мирному договору (1921) деревня вошла в состав межвоенной Польши. С 1939 года в составе БССР.

## Достопримечательности
- Церковь св. Параскевы Пятницы. Построена из дерева в 1794 году. Памятник архитектуры. Церковь включена в Государственный список историко-культурных ценностей Республики Беларусь[7]  Историко-культурная ценность Республики Беларусь, шифр 112Г000574
- Икона Месятичской Богоматери
- В Месятичах существует интересный местный обычай особо отмечать десятую пятницу после Пасхи, т. н. «десятуха». Происхождение праздника связано с обретением в XIX веке иконы Месятичской Богоматери[4].
- Могила протоиерея Иоанна, около церкви

## Галерея

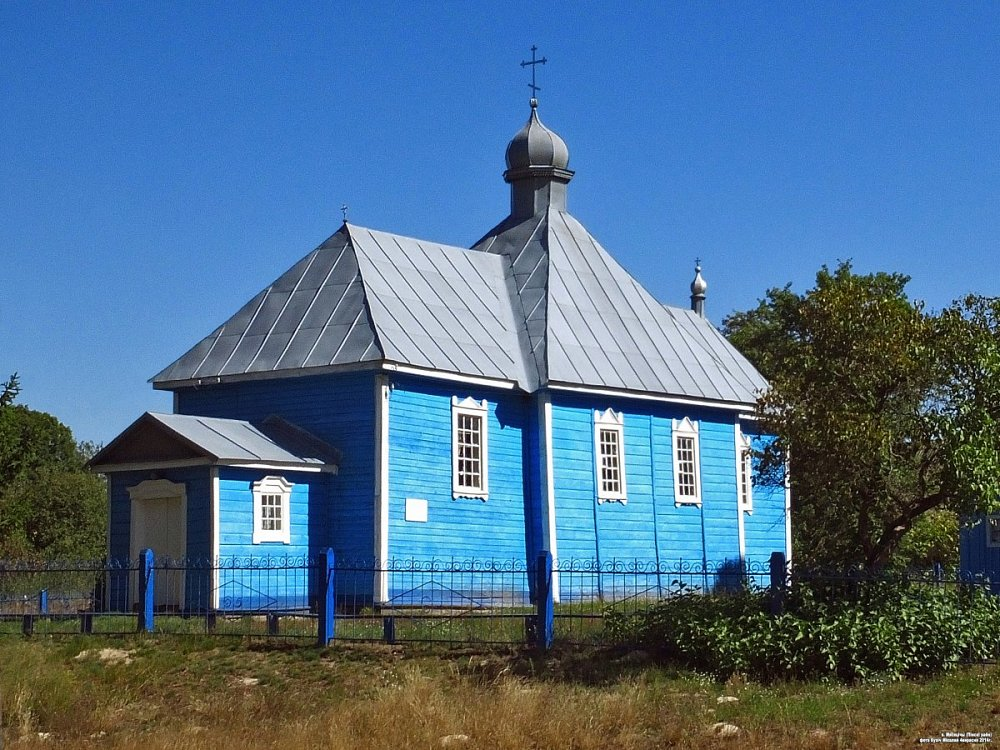
Церковь св. Параскевы Пятницы
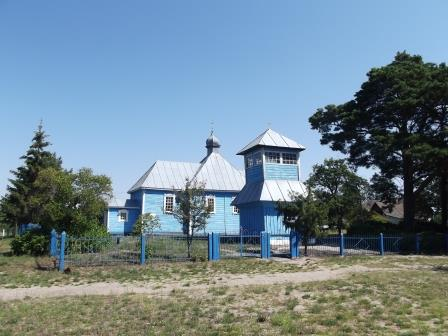
Церковь св. Параскевы Пятницы